# Porcellium serticum
Porcellium serticum är en kräftdjursart som beskrevs av Buturovic 1960. Porcellium serticum ingår i släktet Porcellium och familjen Trachelipodidae. Inga underarter finns listade i Catalogue of Life.